# Apoptygma Berzerk
Apoptygma Berzerk е норвежка електронна група, творяща основно фючърпоп, синтпоп и EBM.

## Основна информация
Apoptygma Berzerk са постигнали известен успех с комбинацията от бързи танцувални синтпоп песни и мрачни балади с електронни ритми, печелейки по този начин множество награди и осигурявайки си топ 10 позиции в Германия и Скандинавия. Групата, чието име често се съкращава съответно APB или Apop е имала турнета в Европа, Северна Америка и Израел, заедно с групи като VNV Nation, Beborn Beton и Icon of Coil. Всички текстове на групата са на английски език, въпреки че по народност са норвежци и че са изключително популярни в Германия.
Името на групата или има някакво скрито значение или просто не означава нищо, съдейки според различните интервюта, които са давали. Вокалистът и основател на групата Стефан Грот твърди, че думите, съставляващи името на групата, са съвсем случайно избрани от речника. Apoptygma на старогръцки е дума, която обозначава сгъвката на дамско облеко, докато Berzerk е най-вероятно препратка към берсерките, древни войни от Скандинавия.
Групата е сформирана през 1989 г. от Стефан Грот и Йон Ерик Мартенсен. Заедно записват няколко демота, сред които Victims of Mutilation. Малко след това Мартенсен напуска групата, недоволен от насоката, в която се развива чисто музикално.

## Стил и песни
Първите два албума „Soli Deo Gloria“ и „7“ като звучене са най-подобни на електропопа и EBM-а. „Welcome to Earth“ включва няколко песни с експериментално звучене, което ги отдалечава от музикалните им корени. „Harmonizer“ като цяло е звуково и стилово по-мек, по-синтпоп-ориентиран в сравнение с предществениците си. Последният албум „You and Me Against the World“ е почти пълна стилова промяна, звучейки далеч по-комерсиално и с нова рок ориентация, отбелязвайки окончателното скъсване с традиционния електро-синтпоп и EBM корените, заложени в началото на кариерата на групата.
Повечето албуми съдърждат и скрита песен, до която може да се стигне превъртайки по-голямата част от тишината оставена в края на последната песен от трак-листата.

## Членове
- Стефан Грот (Гротеск) – фронтмен и единственият член на групата от самото ѝ начало
- Гиър Братланд – Кийборди
- Фредрик Браруд – Барабани
- Ангел Стенгел – Китари
- Андерс Одден – Китари (напуска и след това пак се присъединява през 2004)
- Йон Ерик Мартенсен – бивш член (от 1989 и през 90-те години), основател; помага за част от албума „Harmonizer“
- Пер Аксел Лундгрен – бивш член и концертни кийборди 1991 – 1994 г.

### Кавъри
Групата има и няколко кавър песни:
- Apoptygma Berzerk – All Tomorrows Parties (на The Velvet Underground) – включена в Soli Deo Gloria, The Apopcalyptic Manifesto, Sonic Diary
- A Strange Day (на The Cure) – включена в Unicorn/Harmonizer-Maxi/DVD, Sonic Diary
- Bend And Break (на Keane) – включена в Sonic Diary
- Bizarre Love Triangle (на New Order) – включена в Sonic Diary
- Cambodia (на Kim Wilde) – включена в You And Me Against The World, Sonic Diary
- Coma White (на Marilyn Manson) – включена в Tribute to Marilyn Manson, Sonic Diary
- Electricity (на Orchestral Manoeuvres in the Dark) – включена в Mourn-EP, Sonic Diary
- Enjoy The Silence (на Depeche Mode) – включена в APBL 98
- Fade To Black (на Metallica) – включена в Welcome To Earth, Sonic Diary
- Nothing Else Matters (на Metallica) – включена в Paranoia-Maxi, Sonic Diary (Hidden Track)
- Ohm Sweet Ohm (на Kraftwerk) – включена в Mourn-EP, Sonic Diary
- Shine On (на The House Of Love) – включена в You And Me Against The World, Sonic Diary
- The Damned Don’t Cry (на Visage) – включена в Sonic Diary
- Who´s gonna ride your wild horses (на U2) – включена в Sonic Diary

### Ремикси
- Aerodrone – Ready To Love (Apoptygma Berzerk Remix)
- A Split Second – Bury Me In Your Heart (Apoptygma Berzerk Remix)
- a-ha – Lifelines (Apoptygma Berzerk Remix)
- Angst Pop – Ødipus Rex 2012 (Apoptygma Berzerk Dark Club Mix)
- Beborn Beton – Im Innern Einer Frau (Apoptygma Berzerk Remix)
- Cassandra Complex – Twice As Good (Apoptygma Berzerk Remix)
- Code 64 – Accelerate (Apoptygma Berzerk vs OK Minus remix)
- Dero Goi - Clickbait (Apoptygma Berzerk Remix)
- Echo Image – Endless Day (Club Version – produced by Apoptygma Berzerk)
- Echo Image – Need To Be Proud (Apoptygma Berzerk Mix)
- For All the Emptiness – Seduced By A Disease (Apoptygma Berzerk Remix)
- Front 242 – Headhunter 2000 (Apoptygma Berzerk Remix)
- Funker Vogt – Tragic Hero (Apoptygma Berzerk Remix)
- Good Charlotte – The River (Apoptygma Berzerk Remix)
- Good Courage – The World Will Go On (Snowy Norway Mix by Apoptygma Berzerk)
- Goteki – Freebird (Apoptygma Berzerk Remix)
- Hocico – Ruptura (Apoptygma Berzerk vs. Drugwar Remix)
- Icon of Coil – Repeat It (Apoptygma Berzerk Remix)
- Industrial Heads – Unrated (Apoptygma Berzerk Remix)
- JAW – Creature Of Masquerade (Apoptygma Berzerk Remix)
- Leæther Strip – How Do I Know (Apoptygma Berzerk Remix)
- Lights Of Euphoria – Show Me Your Tears (Apoptygma Berzerk vs. Industrial Heads Remix)
- Lost In Desire – I Am You (Apoptygma Berzerk Remix)
- Machinista – Dark Heart Of Me (Apoptygma Berzerk Remix)
- Mortiis – Sins Of Mine (Apoptygma Berzerk Remix)
- Nattefrost - Westhofen (Apoptygma Berzerk Remix)
- Nico – All Tomorrow's Parties (Nico Vs. Apoptygma Berzerk)
- Nitzer Ebb – Once You Say (Remix By Apoptygma Berzerk)
- Northern Lite – Enemy (Apoptygma Berzerk Remix)
- Page – Krasch (Apoptygma Berzerk Redux)
- Peter Heppner – All Is Shadow (Apoptygma Berzerk Remix)
- Project Pitchfork – Steelrose (Apoptygma Berzerk Remix)
- Remington Super 60 – In Space (Rs60 & Apoptygma Berzerk)
- Sabotage – Who am I (APB Remix)
- Satyricon – The Dawn Of A New Age (APB Remix)
- Scala & Kolacny Brothers – Friday I'm in Love (Remix by Apoptygma Berzerk)
- Sono – Dangerous (Apoptygma Berzerk Mix)
- Switchblade Symphony – Sweet (Apoptygma Berzerk Remix)
- Technomancer – Path of Destruction (Re:Destroyed by Apoptygma Berzerk)
- Tobias Bernstrup – Moments Lost (Apoptygma Berzerk remix)
- The Crüxshadows – Tears (Apoptygma Berzerk Remix)
- The Kovenant – Star by Star (Apoptygma Berzerk Remix)
- Vile Electrodes – Deep Red (Apoptygma Berzerk Remix)
- VNV Nation – Chrome (Apoptygma Berzerk Remix)
- VNV Nation – Genesis (Apoptygma Berzerk Remix)
- Zeromancer – Something For The Pain (Apoptygma Berzerk Remix)

## Дискография
Демота
- Victims Of Mutilation (Cassette) 1990 Slusk Records

Албуми и EP-та
- The 2nd Manifesto [EP] (1992)
- Soli Deo Gloria (1993)
- 7 (1996)
- Mourn [EP] (1997)
- The Apopcalyptic Manifesto (1998)
- Welcome to Earth (2000)
- Harmonizer (2002)
- 7 (Remastered) (2002)
- Soli Deo Gloria (Remastered) (2002)
- Singles Collection (2003)
- Unicorn [EP] (2004)
- You and Me Against the World (2005)
- Black EP (2006)
- Sonic Diary (2006)
- Black E.P. (2006)
- Rocket Science (2009)
- Black E.P. Vol.2 (2011)
- Major Tom EP (2013)
- Stop Feeding The Beast EP (2014)
- Videodrome EP (2015)
- Xenogenesis EP (2016)
- Exit Popularity Contest (2016)
- SDGXXV (2019)

Лайф албуми
- APBL98 (1999)
- APBL2000 (2001)

Сингли
- Ashes to Ashes 12" (1991)
- Bitch (1993)
- Deep Red (1994)
- Non Stop Violence (1995)
- Paranoia (1998)
- Eclipse (1999)
- Kathy's Song (2000)
- Kathy's Song 12" I. (2000)
- Kathy's Song 12" II. (2000)
- Until the End of the World I. (2002)
- Until the End of the World II. (2002)
- UTEOTW Vinyl (2002)
- Suffer in Silence (2002)
- Suffer in Silence Trance Remixes (2002)
- Suffer in Silence 12" (2002)
- In This Together (2005)
- Shine On (2006)
- Love to Blame (2006)
- Cambodia (2006)
- Apollo (Live On Your T.V.) (2009)
- Green Queen (2010)
- Major Tom (2013)
- Deep Red 7" (2019)

ДВД
- APBL2000 (2001)
- The Harmonizer DVD (2004)
- Imagine There's No Lennon (APBL2009) (2010)